# Гриновецька сільська рада (Тлумацький район)
Гриновецька сільська рада — колишній орган місцевого самоврядування у Тлумацькому районі Івано-Франківської області з адміністративним центром у с. Гринівці.

## Загальні відомості
Водоймища на території, підпорядкованій даній раді: річка Тлумачик.

## Населені пункти
Сільській раді були підпорядковані населені пункти:
- с. Гринівці

## Склад ради
Рада складалася з 16 депутатів та голови.

### Керівний склад ради
| ПІБ                        | Основні відомості                                                                                  | Дата обрання | Дата звільнення |
| -------------------------- | -------------------------------------------------------------------------------------------------- | ------------ | --------------- |
| Гринишин Богдан Михайлович | Сільський голова, 1964 року народження, освіта, член Української Народної Партії                   | 26.03.2006   | 31.10.2010      |
| Яців Іван Іванович         | Сільський голова, 1962 року народження, освіта вища, член Всеукраїнського об'єднання 'Батьківщина' | 31.10.2010   |                 |

Примітка: таблиця складена за даними джерела